# Fra Hugó
Fra Hugó va ser un poeta que va morir el segle xiv.
És esmentat a l'últim vers del poema Guays e jausents xanti per fin'amor del Cançoneret de Ripoll, que no vol dir que necessàriament que en fos l'autor. És una cançó de trobadors del gènere de la dansa, diferent al de la balada.
El poema és una cançó adreçada a "mi-dons santa Maria", del mateix estil que si s'adrecés a una dama. S'hi observa una combinació feliç d'hendecasíl·labs abm vesos de 5 i 7 síl·labes, amb entrada de quatre i tres airoses cobles de 12 versos cadascuna, que són les combinades, i una tornada també de quatre.
Guays e jausents xanti per finamor,
car e xausit jent e plasent aymía,
bela ses... mi dons santa Maria
Acuy de cor mi ren per servidor.